# پریبیسلاف (ناحیه ناخود)
پریبیسلاف (به چکی: Přibyslav) یک منطقهٔ مسکونی در جمهوری چک است که در ناحیه ناخود واقع شده‌است.